# Tadao Satō
Tadao Satō (佐藤 忠男 Satō Tadao?, n. 6 octombrie 1930, Niigata, Japonia – d. 17 martie 2022) a fost un critic de film, teoretician și istoric de film japonez.

## Biografie
S-a născut la 6 octombrie 1930 în orașul Niigata din prefectura Niigata. A crescut în timpul regimului militarist și, sub influența propagandei, s-a înscris în 1944 ca voluntar în cadrul Programului de Instrucție Aviatică al Marinei Japoneze sau „Yokaren”, antrenându-se timp de un an să devină pilot. Mulți dintre colegii săi au murit zburând în misiuni kamikadze. După război s-a înscris la Liceul de Căi Ferate din Niigata și a fost angajat în 1949 la Căile Ferate Naționale Japoneze, dar a fost concediat aproape imediat din cauza restructurării companiei. A lucrat apoi la o fabrică de reparații telefonice.
În paralel cu munca în fabrică și-a continuat studiile preuniversitare la secția serală. În anii 1940, odată cu apariția filmelor americane în cinematografele japoneze, a devenit pasionat de cinematografie și obișnuia să lipsească de la cursuri o dată la două zile pentru a merge să vizioneze filme. A început să publice la începutul anilor 1950 în rubrica „Contribuția cititorilor” a revistei Eiga hyōron (Critici de film) și a colaborat la mai multe reviste ca amator. Eseul său despre filmele japoneze referitoare la yakuza, publicat în 1952 în revista Shiso no Kagaku, a fost bine primit, iar Tadao Satō a început să primească cereri pentru a scrie pentru diferite reviste.
În 1956 a publicat prima sa carte: o istorie a cinematografiei japoneze. Succesul acestei prime cărți a făcut să fie solicitat să scrie recenzii pentru principalele reviste de cinema. Satō s-a impus treptat ca unul dintre principalii critici ai generației sale. Într-o carieră întinsă pe parcursul a 70 de ani a publicat peste 100 de cărți, fiind deosebit de prolific. Subiectul principal al cărților sale este cinematografia japoneză, fiind urmărite diverse aspecte ale ei și analizate creațiile a multor cineaști japonezei precum Akira Kurosawa, Yasujirō Ozu și Kenji Mizoguchi. A mai scris cărți despre filmele americane și despre cinematografia asiatică recentă, dar și despre alte forme artistice, cum ar fi manga sau teatrul.
Abordarea sa se caracterizează prin erudiție istorică și, de asemenea, prin abilitatea de a-l face pe cititor să înțeleagă problemele estetice ale filmelor. Explicarea filmelor japoneze prin plasarea lor în contextul societății japoneze contemporane i-au consolidat reputația de critic japonez de film de prim rang. Mai multe cărți ale lui Satō au fost traduse în limba engleză, iar recenziile sale erau citite de cinefilii americani și i-au adus autorului numeroase premii, inclusiv premiul Japan Foundation pentru contribuțiile sale la schimburile culturale americano-japoneze (2010).
În anul 1996 a devenit director al Școlii Japoneze de Cinematografie (Nihon eiga gakkō), o școală particulară de film din Kawasaki (prefectura Kanagawa), fondată de regizorul Shōhei Imamura, care în 2011 s-a transformat în Institutul Japonez de Film (Nihon eiga daigaku). În timpul conducerii sale, această școală s-a impus ca unul dintre cele mai importante centre de formare a specialiștilor din domeniul cinematografiei, estimându-se în 2011 că până la 20% dintre specialiștii care activau în industria cinematografică japoneză erau absolvenți ai școlii.
Capodopera sa este Istoria cinematografiei japoneze în patru volume (publicată în Japonia în 1995), care constituie prima panoramă majoră a acestei cinematografii, atât în plan artistic, cât și în plan istoric și sociologic. Potrivit criticului francez Jean-Loup Passek. Tadao Satō este „istoricul cel mai potrivit pentru a prezenta evoluția cinematografiei din țara sa și mai ales pentru toate aspectele privitoare la perioadele cel mai greu identificabile (începuturile cinematografiei, cinematografia mută, înființarea marilor companii de producție etc.). Un alt specialist, niponologul Donald Richie, critic de film de lungă durată al ziarului The Japan Times, a scris în prefața cărții Currents in Japanese Cinema (1982) că Tadao Satō este „cel mai rafinat critic de film din Japonia”.
Este recunoscut ca fiind unul dintre cei mai influenți autori în domeniul cinematografiei japoneze, deși o mică parte din opera sa a fost tradusă și publicată în străinătate. Cărțile lui Satō au fost citate în mod frecvent ca sursă primară de informare în cărțile altor istorici ai cinematografiei japoneze precum Donald Richie și Joan Mellen.

## Lucrări
- 日本の映画 (Filmul japonez), San.ichi shinsho, 1956
- 斬られ方の美学 (Estetica montajului), Chikuma shobō, 1962
- テレビの思想 (Ideile televiziunii), San.ichi shobō, 1966
- 現代日本映画 (Filmul japonez contemporan), Hyōronsha, 1969
- 黒澤明の世界 (Lumea lui Akira Kurosawa), San.ichi shobō, 1969
- 日本映画思想史 (Istoria ideilor cinematografice japoneze), San.ichi shobō, 1970
- 小津安二郎の芸術 (Arta lui Yasujirô Ozu), Asahi shuppansha, 1971
- 日本の漫画 (Manga japoneză), Hyōronsha, 1973
- 日本映画史 (Istoria cinematografiei japoneze), Iwanami Shoten, 1995 (3 volume și un volum anexă)